# Dödlig skörd
Dödlig skörd (originaltitel: The Wicker Man) är en brittisk skräckfilm med psykologiska inslag från 1973 i regi av Robin Hardy med Edward Woodward och Christopher Lee i rollistan. Manuset skrivet av Anthony Shaffer är inspirerat av David Pinners roman Ritual från 1967.
Filmen hade biografpremiär i flera länder, dock inte Sverige. Den anses idag vara en kultfilm som generellt bland filmkritiker har hyllats. 1999 placerade British Film Institute Dödlig skörd på 96:e plats på sin lista över de 100 bästa brittiska filmerna genom tiderna. Den prisades i både Variety och Los Angeles Times samt vann några priser, bland annat Saturn Awards pris för bästa skräck år 1978. Den amerikanska filmtidskriften Cinefantastique har kallat den "skräckfilmens Citizen Kane" och tidskriften Total Film listade den på sjätte plats bland de bästa brittiska filmerna någonsin. Tv-nätverket Bravo kallade filmens slutscen en av tidernas mest skrämmande filmscener. Dödlig skörd prisades i en hyllning till brittisk film under öppningsceremonierna inför Olympiska sommarspelen 2012 i London.

## Handling
Polismästare Neil Howie (Edward Woodward) får ett anonymt brev som behandlar försvinnandet av en ung flicka, Rowan Morrison (Gerry Cowper), på de avlägsna Hebrideröarna Summerisle (en fiktiv plats, troligen inspirerad av de verkliga Summer Isles på ögruppen inre Hebriderna utanför Skottlands västkust). Han flyger till ön och i sina undersökningar upptäcker han att hela befolkningen deltar i en keltisk nyhednisk kult, som dyrkar solen och fältens gudar och ägnar sig åt fruktbarhetsriter.
Howie, som lever som celibat kristen, blir alltmer besvärad över öbornas beteenden. I den oklippta versionen ser han par som har samlag på kyrkogården och en naken kvinna som gråter på en grav. Han hotar ilsket skolans lärarinna att kontakta myndigheterna efter att han upptäckt att hon lär ut den falliska innebörden av majstången till de unga flickorna. 
Howie känner sig snart starkt attraherad av Willow (Britt Ekland), hyresvärdens sensuella dotter. I den oklippta versionen kallar öns ägare, Lord Summerisle (Christopher Lee), Willow för Afrodite och presenterar en ung man för henne. Howie, som bor i rummet intill, hör oundvikligen deras passionerade älskog. Följande natt försöker Willow att förföra honom genom att dansa naken och knacka på väggen till hans rum. Men Howie står emot frestelsen eftersom han inte tror på sex utanför äktenskapet.
Efter att ha intervjuat många av öborna, varav ingen säger sig känna till eller har hört talas om Rowan Morrison, tar Howie kontakt med Lord Summerisle, öns ägare, som även är öns ledare. Howie hoppas att Summerisle ska hjälpa honom med hans eftersökningar.

## Medverkande (i urval)
| Edward Woodward | – Sergeant Neil Howie         |
| Christopher Lee | – Lord Summerisle             |
| Diane Cilento   | – Miss Rose                   |
| Britt Ekland    | – Willow MacGregor            |
| Ingrid Pitt     | – Bibliotekarie               |
| Lindsay Kemp    | – Alder MacGregor             |
| Lesley Mackie   | – Daisy                       |
| Russell Waters  | – Hamnförman                  |
| Aubrey Morris   | – Trädgårdsmästare/dödgrävare |
| Irene Sunter    | – May Morrison                |
| Walter Carr     | – Rektor                      |
| Ian Campbell    | – Oak                         |
| Roy Boyd        | – Broome                      |
| Peter Brewis    | – Musiker                     |
| Gerry Cowper    | – Rowan Morrison              |
| John Hallam     | – Konstapel McTaggart         |

## Om filmen

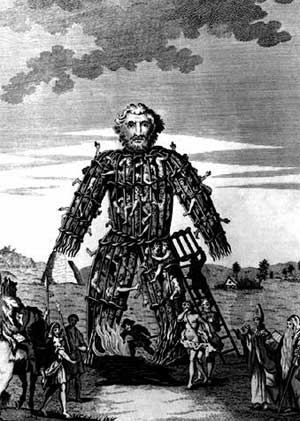
Keltisk gravyr från 1700-talet föreställande en Wicker Man.

Dödlig skörd räknas bland de filmer som genom åren lidit hårt av en ökänt komplicerad redigerings- och omklippningshistorik. Till följd av att filmen tidigt klipptes om, och att spellängden kortades ned (av bland annat filmbolag och distributörer vid olika premiärer), så har en mängd olika versioner uppstått vars fulla längd samt scenordning och innehåll skilt sig (ofta radikalt) från skaparnas ursprungliga originalversion. 
Det har länge antagits bland filmforskare, samt diverse individer inblandade i produktionen av filmen, att ingen kopia av filmens ursprungliga, intakta version med samtliga scener och fulla speltid, har klarat sig. Det anses ganska troligt att originalet, på grund av "slarv" och allt klippande av filmen av olika parter inför distributioner och premiärer, gått förlorat.
Dock har vid olika tillfällen delar och fragment av tidigare borttappat material återfunnits, vissa i gamla filmarkiv. Den längsta och mest kompletta officiella versionen döptes till "The Final Cut" och är officiellt restaurerad av experter för att komma så nära det förlorade originalet som hittills varit möjligt. 
Den legendariska skådespelaren Christopher Lee (som spelar filmens antagonist Lord Summerisle) sörjde att den ursprungliga filmkopian inte bevarades bättre, han menade nämligen att Dödlig skörd var den film, av samtliga filmer som han medverkat i under sin karriär, som han tyckte bäst om och såg något viktigt i, både innehålls- och budskapsmässigt, och sett till filmkonsten. Lee hoppades och trodde att det existerade en bortglömd eller felarkiverad kopia av den nämnda originalversion och att den någon dag skulle dyka upp eller återfinnas. Som åldring, innan sin bortgång, ändrade han inte denna uppfattning, trots alla uttalade uppfattningar bland många andra att filmen nog kan anses ha gått förlorad. 
Trots nämnda vändor vid tiden för premiären blev Dödlig skörd tidigt en generellt sett relativt väl emottagen skräckfilm, med hyllningar av en rad kritiker och filmvetare. Den föll dock i relativ obskyritet på grund av nämnda problem, men den har sedan premiären blivit en hyllad kultfilm bland filmentusiaster och filmkritiker. 
Genom åren har bland annat den amerikanska filmtidskriften Cinefantastique beskrivit den som "skräckfilmens Citizen Kane" och år 2004 blev den i filmtidskriften Total Film utsedd till den sjätte bästa brittiska filmen genom tiderna. 1978 vann den Saturn Award för bästa skräckfilm. Filmens final listades på plats 45 i tv-nätverket Bravos lista över de mest skrämmande scenerna i filmhistorien. 
I BBC-dokumentären A History of Horror från 2010 beskrev författaren och skådespelaren Mark Gatiss filmen som ett utmärkt exempel på en kortlivad sub-genre, som han kallade för "folk horror" ("folkskräck", det vill säga skräckfilm med teman och inslag av folklore eller gammal folktro). I samma genre placerade han filmerna Den blodiga snaran från 1968 och Satans skinn från 1971.
En mycket kritiserad amerikansk nyinspelning från 2006 med Nicholas Cage i huvudrollen, The Wicker Man, mottogs med starkt ogillande och hård kritik bland majoriteten filmkritiker, fans och cineaster. Robin Hardy och de övriga involverade i originalfilmen har inte någon koppling till nyinspelningen och flera ifrån originalfilmen har tagit avstånd från denna nyinspelning.
The Wicker Tree, en uppföljare regisserad av Robin Hardy, hade premiär 2011.